# 二丸修一
二丸 修一（にまる しゅういち、6月6日 - ）は、日本の男性ライトノベル作家。

## 概要
小説賞の受賞経験は無く、選考者の拾い上げによって作家デビューをした。代表作である『幼なじみが絶対に負けないラブコメ』は、4年ぶりの新作として発表されたものである。
過去に『非現実恋愛マスターながと』の仮タイトルで小説を書いた事があるが、結果はボツだった。

## 来歴
20歳程の時、公募への初めての応募として、幻冬舎文庫の公募への作品の応募を行う。
2011年、28歳程の時、第17回電撃小説大賞の拾い上げより『ギフテッド』を発表しデビュー。
2013年、『女の子は優しくて可愛いものだと考えていた時期が俺にもありました』を発表。
2015年、『嘘つき探偵・椎名誠十郎』をメディアワークス文庫より発表。
2019年、『幼なじみが絶対に負けないラブコメ』を発表。2020年にはアニメ化が発表された。

## 人物
好きなものは漫画やゲームで、インタビューでは『ファイアーエムブレム』の名前を挙げている。他にも様々なアニメ、マンガ、ラノベ、ゲーム等に子供の頃から現在まで多く触れており、『NG騎士ラムネ&40』や『コードギアス』、『フルメタル・パニック？ ふもっふ』、『チェンソーマン』など幅広い作品が好きな事をTwitterで明かしている。
友人として、ラノベ作家の三河ごーすとの名前を挙げている。三河の私的なラジオでのコラボや二人揃って受けるインタビューなど、一緒になる機会は多い。
苦手なものは乗り物系全般。三半規管が弱いせいか乗り物酔いがひどいからであり、ブランコでも酔うほどであると述べている。
個人的に作家に重要なのは「客観性」と「精神力」だと述べている。

## 作品

### 小説
- ギフテッド（電撃文庫、2011年 - 2012年、全2巻）
  1. 2011年11月10日発売[13]、ISBN 978-4-04-886092-5
  2. 2012年5月10日発売[14]、ISBN 978-4-04-886561-6
- 女の子は優しくて可愛いものだと考えていた時期が俺にもありました（電撃文庫、2013年 - 2015年、全3巻）
  1. 2013年7月10日発売[15]、ISBN 978-4-04-891777-3
  2. 2014年1月10日発売[16]、ISBN 978-4-04-866275-8
  3. 2014年5月10日発売[17]、ISBN 978-4-04-866567-4
- 嘘つき探偵・椎名誠十郎（メディアワークス文庫、2015年、全1巻）
  1. 2015年4月25日発売[18]、ISBN 978-4-04-865127-1
- 幼なじみが絶対に負けないラブコメ（電撃文庫、2019年 - 2025年、全13巻）
- 呪われて、純愛。（電撃文庫、2022年 - 、既刊2巻）
- 君はこの「悪【ボク】」をどう裁くのだろうか？ （電撃文庫、2022年 - 、既刊1巻）
- 七国殺し（ダンガン文庫、2024年 - 、既刊1巻）※電子書籍のみ
- 恋人になったらしたいこと全部するビジネスカップル（ファミ通文庫、2025年 - 、既刊1巻）

### 漫画原作
- 『わたしにアイを教えて』秋田書店〈チャンピオンREDコミックス〉既刊1巻（漫画：椀田くろ、『チャンピオンクロス』2024年5月17日 - 連載中）

## 出演

### テレビアニメ
- 幼なじみが絶対に負けないラブコメ（2021年、原作、声の出演）